# Wüstenjerichow
Wüstenjerichow este o comună din landul Saxonia-Anhalt, Germania.